# Маринець Василь Юрійович
Ма́ринець Васи́ль Ю́рійович (нар. 5 січня 1950, с. Річка, Міжгірський район, Закарпатська область, Українська РСР) — український педагог, освітянин, Заслужений працівник освіти України (2015), член Національної спілки журналістів України (з 1988 року), керівник Комунального закладу «Міжгірський професійний коледж» Закарпатської обласної ради. Автор підручників з німецької мови професійного спрямування для закладів професійної (професійно-технічної) освіти. Лауреат конкурсу «Кращий Закарпатець — 2013».

## Життєпис
Народився 5 січня 1950 року в селі Річка Міжгірського району (нині — Хустський район) Закарпатської області. Батько Юрій Федорович (1918—1989) — колгоспник; мати Ганна Федорівна (1915—1989) — колгоспниця; дружина Марія Йосипівна (1956) — пенсіонерка; дочка Ольга (1983) — перекладач; дочка Надія (1984) — соціальна працівниця, психологиня, займається організацією сільського зеленого туризму.
Володіє іноземними мовами: німецькою (рівень С1), англійською (рівень А2), російською (рівень С1). Живе у Міжгір'ї.
У 1972 році з відзнакою закінчив факультет іноземних мов та військову кафедру Ужгородського державного університету. Проходив строкову службу в армії на офіцерських посадах (1972—1974), після чого працював у системі освіти: організатором позакласної та позашкільної роботи Майданської середньої школи, завідувачем методкабінету, інспектором шкіл Міжгірського райвідділу освіти.
З 1980 року — заступник директора з навчально-виховної роботи Міжгірського ПТУ № 12. У 1985 році призначений директором цього закладу, який згодом було реорганізовано в Міжгірський професійний ліцей (2003), а з 2024 року — Комунальний заклад «Міжгірський професійний коледж» ЗОР.
У 1995—1996 рр. пройшов семимісячне стажування у ФРН за курсом «Менеджмент у професійно-технічній освіті».
Обирався депутатом Міжгірської селищної та Міжгірської районної рад декількох скликань.
За роки педагогічної роботи отримав педагогічне звання «викладач-методист», нагороджений грамотами Міністерства освіти і науки України, Закарпатської обласної державної адміністрації та обласної ради.
У 2015 році Указом Президента України присвоєно почесне звання «Заслужений працівник освіти України» ((№ 367/2015 «Про відзначення державними нагородами України з нагоди Дня Конституції України» від 27.06.2015 р.)

## Науково-педагогічната професійна діяльність
Все життя присвятив розвитку професійної освіти в гірському краї. Його діяльність пов'язана з масштабною модернізацією навчального закладу, розвитком інфраструктури, впровадженням інноваційних підходів до освітнього процесу. Він ініціював створення навчально-практичних центрів, налагодження міжнародної співпраці, активну участь у всеукраїнських і міжнародних конкурсах, проєктах, ярмарках.
За час керівництва Василя Маринця відбулося кілька етапів реорганізації та суттєве оновлення закладу: реалізовано кілька етапів реорганізації, а навчально-матеріальна база — потроїлась. У 1985—1995 рр. господарським способом побудовано навчально-виробничий та соціально-побутовий корпуси, господарські споруди, реконструйовано гуртожиток, також оновлено навчально-виробничі майстерні та кабінети. Удосконалення матеріально-технічної бази та введення нових робітничих професій, які потрібні на ринку праці, стабільно залишається пріоритетним завданням у роботі керівника.
Протягом десяти останніх років відповідно до державних освітніх стандартів з професій, за якими ведеться підготовка в закладі, проведена робота з модернізації 12 навчально-виробничих майстерень, 13 навчальних кабінетів професійно-теоретичної підготовки, 12 навчальних кабінетів загальноосвітніх предметів, 2 лабораторій, 2 спортивних залів.
Зі вступом Василя Маринця в 1985 р. на посаду директора тодішнього Міжгірського СПТУ-12 підготовка кваліфікованих робітників для військового комплексу СРСР велася по чотирьох професіях: монтажник радіоелектронної апаратури і приладів, регулювальник радіоелектронної апаратури та приладів, токар, електромонтер по ремонту та обслуговуванню промислового обладнання. На даний час спектр ліцензованих професій по всіх видах підготовки включає в себе такі напрями: будівництво (муляр, штукатур, лицювальник-плиточник), автомобільний транспорт (слюсар з ремонту колісних транспортних засобів, рихтувальник кузовів), швейне виробництво (швачка, вишивальник), лісове господарство (лісник, єгер), виробництво ювелірних і художніх виробів (виробник художніх виробів з дерева), деревообробне виробництво (столяр, тесляр, верстатник деревообробних верстатів), електротехніка (слюсар-електрик з ремонту електроустаткування, електромонтажник з освітлення та освітлювальних мереж), громадське харчування (кухар, офіціант, бармен), готельне обслуговування (майстер готельного обслуговування, агент з організації туризму).
Одним із таких випробувань стала загроза закриття професійно-технічного училища на користь ще однієї загальноосвітньої школи в Міжгір'ї, яка мала б розміститися у приміщеннях ПТУ. Тоді колектив рішуче відстоював навчальний заклад. У березні 1990 року у районній газеті «Радянська Верховина» з'являється стаття директора СПТУ-12 Маринця В. Ю. під назвою «Чи потрібне в Міжгір'ї ПТУ?», в якій він аргументовано доводить необхідність училища в гірському районі. Згодом це питання було знято з порядку денного місцевої влади, а публікація є цінним експонатом у не так давно створеному музеї історії закладу.
Велика заслуга Василя Маринця  у встановленні зв'язків із німецькими благодійними організаціями. У 90-ті роки в умовах складної економічної ситуації в країні чи не найважчою була ситуація у гірських районах. А основний контингент училища — це якраз діти, які проживають у гірських та важкодоступних населених пунктах, переважно з сільської місцевості, з малозабезпечених сімей. Тому гуманітарна допомога, яку надсилали німецькі друзі була вкрай актуальною для покращення їх матеріального становища. Крім цього, ці організації допомагали в оснащенні навчально-виробничих майстерень і кабінетів для підвищення якості проведення практичних занять. Так, кабінет будови, ремонту та обслуговування автомобілів був обладнаний сучасними стендами та діючими макетами.
За роки керівництва Василя Юрійовича навчальний заклад став майданчиком для реалізації інноваційних освітніх ініціатив, збереження та популяризації культурної спадщини регіону.
З його ініціативи у закладі створено:
- етнографічний музей (2008, з 2011 — «зразковий»),
- музей історії закладу (2013),
- експозиції пам'яті Героїв Небесної Сотні, воїнів АТО та жертв Голодомору (2014),
- ткацьку майстерню в селі Річка для збереження традицій виготовлення гунь (2014),
- інформаційно-методичний вісник «Міжгірський ліцеїст» (видавався у 2016—2019 рр., головний редактор),
- галерею Героїв України — учасників російсько-української війни (2021),
- галерею пам'яті випускників, які віддали життя за Україну в російсько-українській війні (2024)

Співпрацює з міжнародними організаціями, зокрема:
- благодійною організацією «Допомога Україні» (Пфедельбах, Німеччина),

- німецькою Службою старших експертів SES,

- Міжнародною академією літератури і журналістики (з 2009 року),

- Міжнародним центром впровадження програм ЮНЕСКО (філія у Закарпатській області , заснована у 2014 р., керівник — Маринець В. Ю.).

Василь Маринець є автором та ініціатором реалізації низки інноваційних освітніх проєктів:
- «Відродження народних художніх ремесел, звичаїв та традицій, старовинної верховинської кухні в умовах інтенсивного розвитку туристично-рекреаційного комплексу Міжгірщини»,
- «Робітнича професія: креатив та формула успіху»,
- «Робітнича професія: арсенал креативних ідей і проєктів, їх реалізація в конкретний продукт та послуги населенню» зі складовою «Сучасний робітник: гуманітарний аспект освіти в контексті євроінтеграційних процесів України».

У 2012 р. Василь Маринець як автор проєкту "Робітнича професія: креатив та формула успіху"був нагороджений дипломом І ступеня Управління освіти і науки Закарпатської ОДА в огляді-конкурсі на кращий інноваційний проєкт професійно-технічних навчальних закладів.
За результатами роботи над інноваційними проєктами заклад отримував відзнаки на Міжнародній виставці «Сучасні заклади освіти» (2014, 2015 рр. — дипломи, 2018 р. — срібна медаль, 2019, 2024 рр. — золоті медалі).
Василь Маринець — співорганізатор Міжнародного фестивалю «Рекітське сузір'я», який проходить на базі очолюваного ним закладу.
Збереження історичної спадщини
Окремої уваги заслуговує діяльність керівника закладу зі збереження історичної спадщини.
Відродження народних художніх ремесел, звичаїв та традицій, старовинної верховинської кухні в умовах інтенсивного розвитку туристично-рекреаційного комплексу Міжгірщини – самобутній напрямом діяльності закладу.
Цей напрям активно впроваджується у професійну підготовку здобувачів освіти в якості регіонального компоненту (внесено зміни у навчальні програми), а також через реалізацію багатьох проєктів. Зокрема виготовлення старовинного музичного інструменту трембіти.
Заклад освіти перший серед ЗП(ПТ)О області почав розвивати у своїх стінах музейну справу. З ініціативи Василя Юрійовича, як вже згадувалось, у 2008 р. було створено етнографічний музей. Він став справжнім осередком навчання, виховання учнівської молоді та пізнання ними історичного минулого рідного краю. У 2011 р. музей отримав статус «Зразковий музей», у 2024 р. це звання підтверджено (наказ МОН України №1348 від 20.09.2024 р.). 
Коледж є популярним серед тих, які хочуть здобути професію виробник художніх виробів з дерева, оскільки більше ніде в області не готують робітничі кадри з цієї професії.
З метою збереження народних традицій виготовлення гунь – традиційного верховинського вбрання, у 2014 р. Маринець В.Ю. реалізував ще один не менш прогресивний проект, організувавши у своєму рідному селі один із підрозділів закладу – ткацьку майстерню, де певний період часу проводилася гурткова робота з виготовлення класичної гуні.
Уперіод з 2010 по 2020 роки створив у селі Річка на батьківській землі біля річанського гучала (водоспаду) унікальний осередок «Річанський водограй» з організації сільського зеленого туризму. Окрім багатьох послуг з відпочинку та оздоровлення, «Річанський водоспад» організовує майстер-класи ручного ткацтва, гру на трембіті та доромбі, збір дикорослих плодів. Осередок має музейну кімнату, де єекспонати, що демонструють виготовлення виробів з овечої шерсті, експозицію старовинних ручних деревообробних інструментів, сироварню, готує власну випічку. Відвідувачі можуть зробити замовлення на виготовлення гунь, кептариків, верховинських доріжок та ліжників.
До «Річанськоговодоспаду» пролягає культурний маршрут для туристів «Шлях гуні», що популяризує виробництво речей з натуральної вовни.
Збереження історичної спадщини
 Окремої уваги заслуговує діяльність керівника закладу зі збереження історичної спадщини.
Відродження народних художніх ремесел, звичаїв та традицій, старовинної верховинської кухні в умовах інтенсивного розвитку туристично-рекреаційного комплексу Міжгірщини – самобутній напрямом діяльності закладу.
Цей напрям активно впроваджується у професійну підготовку здобувачів освіти в якості регіонального компоненту (внесено зміни у навчальні програми), а також через реалізацію багатьох проєктів. Зокрема виготовлення старовинного музичного інструменту трембіти.
Заклад освіти перший серед ЗП(ПТ)О області почав розвивати у своїх стінах музейну справу. З ініціативи Василя Юрійовича, як вже згадувалось, у 2008 р. було створено етнографічний музей. Він став справжнім осередком навчання, виховання учнівської молоді та пізнання ними історичного минулого рідного краю. У 2011 р. музей отримав статус «Зразковий музей», у 2024 р. це звання підтверджено (наказ МОН України №1348 від 20.09.2024 р.). 
Коледж є популярним серед тих, які хочуть здобути професію виробник художніх виробів з дерева, оскільки більше ніде в області не готують робітничі кадри з цієї професії.
З метою збереження народних традицій виготовлення гунь – традиційного верховинського вбрання, у 2014 р. Маринець В.Ю. реалізував ще один не менш прогресивний проект, організувавши у своєму рідному селі один із підрозділів закладу – ткацьку майстерню, де певний період часу проводилася гурткова робота з виготовлення класичної гуні.
У період з 2010 по 2020 роки створив у селі Річка на батьківській землі біля річанського гучала (водоспаду) унікальний осередок «Річанський водограй» з організації сільського зеленого туризму. Окрім багатьох послуг з відпочинку та оздоровлення, «Річанський водоспад» організовує майстер-класи ручного ткацтва, гру на трембіті та дримбі, збір дикорослих плодів. Осередок має музейну кімнату, де є експонати, що демонструють виготовлення виробів з овечої шерсті, експозицію старовинних ручних деревообробних інструментів, сироварню, готує власну випічку. Відвідувачі можуть зробити замовлення на виготовлення гунь, кептариків, верховинських доріжок та ліжників.
До «Річанського водоспаду» пролягає культурний маршрут для туристів «Шлях гуні», що популяризує виробництво речей з натуральної вовни.
Волонтерська діяльність
З моменту повномасштабного вторгнення росії на територію України керівник коледжу організував роботу колективу здобувачів освіти та працівників на надання допомоги ЗСУ та іншим військовим формуванням. В навчально-виробничих майстернях ведеться ремонт колісних транспортних засобів, виготовляються маскувальні сітки, окопні свічки та буржуйки,якічерез другий відділ Хустського РТЦК та СПі волонтерів відправляється на фронт.
У закладі освіти знайшли притулок 255 внутрішньо переміщених осіб з Донецької, Луганської, Запорізької областей.

## Автор книг і підручників
Василь Маринець — автор підручників з німецької мови професійного спрямування, які отримали гриф МОН України:
- Маринець Василь Юрійович. Німецька мова для учні ПТНЗ, кваліфікованих робітників і студентів / В. Ю. Маринець. — Ужгород: ВАТ "Вид-во «Закарпаття», 2006. — 728 с. — Альтернативна назва: BerufsbezogenesDeutsch /W.Marynec. — ISBN     966-347-015-3
- Маринець Василь Юрійович. Німецька мова за професійним спрямуванням. Розмовні формули. Приготування їжі та напоїв. Обслуговування гостей в ресторанах, барах та готелях. Туризм. BerufsbezogenesDeutsch. Konversationsformeln. ZubereitungvonSpeisenundGetränken. Gästebedienung. Tourismus: для учнів ПТНЗ, кваліфік. робітників, власників готелів, сіл. садиб зел. туризму, студ. технікумів та коледжів / Василь Маринець. — Ужгород: Закарпаття, 2011.– 407 с.– ISBN 978-966-347-064-1.
- «Перлини Міжгірщини». Довідник екскурсійних маршрутів та закладів гостинності. Упоряд. Василь Маринець, Діна Крисан. Міжгір'я, 2023. — 91 с.

Автор статей в ЗМІ і науково-педагогічних виданнях:
- Маринець Василь. Коли об'єднані зусилля. Міжгірська  районна газета «Радянська Верховина» від 27 червня 1978 р.

- Маринець Василь. Ростимо патріотів-інтернаціоналістів (з досвіду виховної роботи класного керівника, вчительки Міжгірської СІІІ Бондаренко В. І.). Міжгірська  районна газета "Радянська Верховина"від 26 липня 1979 р.
- Маринець Василь. Чи потрібне в Міжгір'ї ПТУ? Міжгірська  районна газета «Радянська Верховина» від 29 березня 1990 р.
- Маринець Василь. Дуальна система підготовки робітничих кадрів у Німеччині. Газета «Директор школи», № 17(113), травень 2000.
- Маринець Василь. Професійний ліцей в гірському районі. Інформаційно-методичний збірник навчально-методичного центру ПТО у Закарпатській області «Вісник», № 3, 2004.
- Маринець Василь. Методика комплексного оцінювання робіт учнів ПТНЗ. інформаційно-методичному збірнику Інформаційно-методичний збірник навчально-методичного центру ПТО у Закарпатській області «Вісник», № 3, 2007.
- Кузня кадрів не лише виживає, але й розвивається. Інтерв'ю Василя Пилипчинця. Опубліковано в закарпатській обласній газеті «Срібна Земля Паланок», 2008 р.
- Маринець Василь. Інноваційний проект «Відродження народних художніх ремесел, звичаїв і традицій, старовинної верховинської кухні в умовах інтенсивного розвитку туристсько-рекреаційного комплексу Міжгірщини». Науково-методичний журнал «Професійно-технічна освіта», № 1, 2013.
- Маринець Василь. Інформаційна агенція «Ліцей/Інформ» Міжгірського профліцею. Міжгірська районна газета «Верховина», № 24 (10491) від 05 квітня 2014 р.
- «Сучасна професійна школа готує не „роботяг“, а фахівців своєї справи, які можуть успішно реалізувати себе як в умовах сучасного ринку праці в Україні, так і за її мехами», — вважає директор профліцею Василь Маринець. Інтерв'ю Марини Шишоли, Євгенія Маслея. Опубліковано в Міжгірській районній газеті «Верховина», № 42 (10601) від 27 червня 2015 р.
- Маринець Василь. Міжгірський професійний ліцей на шляху модернізації та реалізації інноваційних проектних технологій. Міжгірська районна газета «Верховина», № 85 (10644) від 17 грудня 2015 р.
- Інформаційно-методичний вісник «Міжгірський Ліцеїст». Головний редактор Маринець В. Ю. № 1-12, 2016—2019 рр.
- Маринець Василь. Реалізація інноваційного проєкту — один із шляхів модернізації навчально-матеріальної бази ЗП(ПТ)О. Науково-методичний журнал «Професійна освіта», № 3, 2022 р.

## Відзнаки та нагороди
- Значок «Відмінник народної освіти УРСР» (1990),
- Почесна грамота Міністерства освіти України (2000),
- Почесна грамота Державного комітету телебачення та радіомовлення України (2011),
- Грамота Закарпатської обласної ради (2012),
- Лауреат конкурсу «Кращий Закарпатець — 2013» (номінація «Чоловіки»),
- Почесне звання «Заслужений працівник освіти України» (2015),
- Почесна пам'ятна відзнака «Патріот України» за заслуги перед Вітчизною від Міжнародної Асоціації "Козацтво (2018)
- Грамота Міжнародного Центру впровадження Програм ЮНЕСКО (2019),
- Диплом лауреата конкурсу випускних (підсумкових)     робіт слухачів курсів підвищення кваліфікації – 2022 у номінації «Сучасні     освітні практики в фаховій передвищій та професійній     (професійно-технічній) освіті: нестандартний підхід» (2022, Центральний     інститут післядипломної освіти ДЗВО «УМО»),
- Член Національної спілки журналістів України,
- Грамоти МОН України, Закарпатської ОДА та обласної ради
- Грамоти та Подяки Міжнародної Академії літератури і журналістики
- Почесний професор Міжнародної Академії літератури і журналістики (2005)

## Вшанування
2 жовтня 2020 року у закладі відбулася презентація наукового збірника за редакцією професора Миколи Зимомрі «Ліцей професійний: контекст освіти та виховання» присвяченого Василю Маринцю з нагоди 70-річчя заслуженого працівника освіти України.
Під час презентації автор розповів, як народилася ідея збірки, які історії з життя Василя Юрійовича лягли в основу збірника. У вміщених матеріалах розглядаються актуальні питання з проблем педагогіки, літературознавства, мовознавства та краєзнавства. У заході взяли участь Микола Зимомря, Василь Маринець, Василь Пилипчинець, Василь Дерич, Іван Дерич, Володимир Глеба, Петро Новак — автори видання та педагогічні працівники закладу.